# Ferrari 312B
Der Ferrari 312B war ein Formel-1-Wagen, den die Scuderia Ferrari 1970 und 1971 baute und einsetzte.

## Entwicklungsgeschichte
Der Ferrari 312B beendete 1970 eine lange sieglose Periode der Scuderia in der Formel 1. 1969 stieg der italienische Autokonzern Fiat bei Ferrari ein und schaffte neue Strukturen. Vor allem die neue finanzielle Sicherheit sorgte für Ruhe im Rennstall. Der 312B bekam ein völlig neues Fahrwerk und einen neuen Motor. Der Zwölfzylinder-V-Motor mit einem Zylinderbankwinkel von 180° leistete bei 2991 cm³ 460 PS. Das Triebwerk wurde in einer rückwärtigen Verlängerung des Fahrgestells aus Leichtmetallblechen und Rohren montiert.

## Renngeschichte
Obwohl der Wagen von Beginn an konkurrenzfähig war, stellten sich Erfolge erst ab Mitte der Saison 1970 ein. Jacky Ickx gewann den Großen Preis von Österreich und am Ende des Jahres noch die Rennen in Kanada und Mexiko, wurde aber am Saisonende in der Gesamtwertung hinter Jochen Rindt Zweiter. Der österreichische Lotus-Pilot war beim Training zum Großen Preis von Italien in Monza in seinem Lotus 72 tödlich verunglückt und wurde posthum Weltmeister. Das Rennen gewann Clay Regazzoni im 312B.
Mario Andretti gewann 1971 mit dem 312B noch den Großen Preis von Südafrika, dann setzte die Scuderia ab dem Rennen in Monaco das Nachfolgemodell, den 312B2, ein.